# Савченко, Евгений Степанович
Евге́ний Степа́нович Са́вченко (род. 8 апреля 1950, Красная Яруга, Курская область) — российский государственный и политический деятель. Сенатор Российской Федерации — представитель от законодательной власти Белгородской области с 22 сентября 2020 по 5 июня 2024 года. Член комитета Совета Федерации по бюджету и финансовым рынкам.
Губернатор Белгородской области (11 октября 1993 — 22 сентября 2020). Член Высшего совета партии «Единая Россия». Является рекордсменом среди руководителей регионов в истории России по длительности нахождения в должности, занимал пост главы региона почти 27 лет, 6 сроков подряд.
Доктор экономических наук (2001), член-корреспондент РАСХН (2007), член-корреспондент РАН (2014).
Из-за поддержки российско-украинской войны — под санкциями 27 стран ЕС, Великобритании, США, Канады, Швейцарии, Австралии, Украины, Новой Зеландии.

## Биография
Евгений Савченко родился 8 апреля 1950 года.
Родители родом из Сумской области. Отец, Степан Семёнович, прошёл всю Великую Отечественную войну артиллеристом (старшим писарем арт. склада снабжения, пиротехником дивизионного артиллерийского склада). Служил под командованием маршала Рокоссовского. Награждён двумя орденами Красной Звезды, орденом Отечественной войны I степени, медалью «За боевые заслуги». После войны работал в сельском хозяйстве, был председателем колхоза имени 12-летия Октября, затем секретарём парткома объединённого колхоза спецхоза имени Свердлова. Мать, Ульяна Филипповна, — домохозяйка. Младший из трёх сыновей.
Окончил геологоразведочный техникум в городе Старый Оскол. Специализация — поиск и разведка урановых месторождений.
После окончания техникума проходил срочную службу в Ярославле в войсках ПВО (75-й зенитно-ракетный комплекс). Получил звание младшего сержанта, дослужился до командира отделения.
1976 год — окончил агрономический факультет Московской сельскохозяйственной академии им. К. А. Тимирязева. Специализация — полеводство.
После окончания института работал на сельскохозяйственных предприятиях Белгородской области. Был главным агрономом ракитянского колхоза, начальником Ракитянского районного управления сельского хозяйства, директором элитно-семеноводческого совхоза.
С 1980 года — на освобождённой партийной и советской работе. Поднимаясь по партийной лестнице, работал сначала в районных, а затем в областных партийных органах.
В 1980 был назначен первым заместителем председателя исполкома Ракитянского районного Совета Белгородской области.
С 1985 года — первый секретарь Шебекинского горкома КПСС Белгородской области, затем — инструктор ЦК КПСС.
В 1988 году окончил Ростовскую межобластную Высшую партийную школу.
В 1989 году был избран заместителем председателя исполкома Белгородского областного Совета народных депутатов.
С 1990 по 1993 год — консультант Министерства сельского хозяйства и продовольствия РСФСР (РФ), генеральный директор фирмы «Российские семена», заместитель начальника Главного управления растениеводства Минсельхозпрода РФ.
С 23 января 1996 по 1 января 2002 — член Совета Федерации, председатель Комитета СФ по аграрной политике.
В 2001 году защитил диссертацию «Экономическое регулирование агропромышленного производства: Вопросы теории и практики» на соискание учёной степени доктора экономических наук по специальности «Экономика и управление народным хозяйством».

#### Губернатор Белгородской области

##### Назначение. Первый срок (1993—1995)
11 октября 1993 года после разгона Верховного Совета России с формулировкой «за систематическое невыполнение указов президента и постановлений правительства, а также за совершение действий, направленных на неисполнение указа президента № 1400» был снят с должности прежний глава администрации Виктор Иванович Берестовой. Президент Борис Ельцин назначил Савченко исполняющим обязанности главы администрации Белгородской области, а 18 декабря утвердил его в этой должности.
12 июля 1994 постановил «упорядочить» вывоз продуктов из области с целью насытить ими внутренний областной рынок для ограничения торговли импортными товарами.

##### Первые выборы (1995—1999)
17 декабря 1995 года в Белгородской области состоялись выборы главы администрации. Действующий глава Евгений Савченко шёл на выборы от избирательного блока «Наш дом — Россия». Также баллотировались: при поддержке КПРФ аудитор Счётной палаты Михаил Бесхмельницын, депутат Госдумы первого созыва Сергей Сычёв от ЛДПР и руководитель Миграционной службы Белгородской области Владимир Набока. Савченко выиграл выборы, набрав 55,54 % голосов.
23 января 1996 вошёл в состав Совета Федерации второго созыва (созыв приступил к работе 23 января 1996 года). Состоял в комитете СФ по аграрной политике и являлся его председателем.

##### Вторые выборы (1999—2003)
На губернаторских выборах в Белгородской области 30 мая 1999 года Савченко получил 53,4 % голосов избирателей. На втором месте оказался аудитор счётной палаты Михаил Бесхмельницин, набравший 19,7 %, на третьем — Владимир Жириновский, набравший 17,4 %.
В декабре 1999 года Евгений Савченко подписал постановление № 710 «О мерах по экономическому оздоровлению неплатёжеспособных сельскохозяйственных предприятий», которое положило начало интеграции аграрного комплекса. Белгородская область одной из первых в стране приняла закон об инвестициях. Были созданы крупные агрохолдинги, которые в 2000—2003 годы вложили в сельскохозяйственное производство более 20 млрд рублей. Количество убыточных хозяйств уменьшилось почти в два раза, а средняя рентабельность по отрасли повысилась.
1 января 2002 сложил полномочия члена Совета Федерации.

##### Третьи выборы (2003—2007)
В мае 2003 года снова был избран губернатором Белгородской области, набрав на выборах 61,2 % голосов. Второе место занял коммунист Василий Алтухов — 21,9 %.
С 24 мая по 19 декабря 2003 — член президиума Государственного совета Российской Федерации.
В сентябре 2003 года Савченко был включён в общефедеральный список партии «Единая Россия» № 2 в региональной группе «Западная» для участия в выборах в Государственную Думу четвёртого созыва.
7 декабря 2003 года избран депутатом Госдумы, но отказался от мандата.

##### Назначение (2007—2012)
В конце мая 2007 года Евгений Савченко досрочно поставил перед президентом России Владимиром Путиным вопрос о доверии. Срок полномочий губернатора истекал лишь в мае 2008 года. 6 июня Владимир Путин внёс на утверждение белгородской облдумы кандидатуру Савченко на пост губернатора. 16 июня Савченко был вновь утверждён в должности — депутаты Белгородской областной думы большинством голосов наделили его полномочиями главы региона. Церемония вступления в должность была проведена сразу же после процедуры утверждения. Глава региона принёс присягу на уставе области, поклявшись верно служить народу, соблюдать Конституцию РФ, устав области, федеральные и местные законы. После чего председатель Белгородской облдумы вручил Евгению Савченко памятный знак губернатора.
16 июня 2012 года в связи с окончанием полномочий президент Российской Федерации Владимир Путин назначил Евгения Савченко исполняющим обязанности губернатора Белгородской области до избрания нового главы региона. Указ вступил в силу 17 июня 2012 года.

##### Четвёртые выборы (2012—2017)
По итогам выборов губернатора Белгородской области 14 октября 2012 года Е. С. Савченко поддержало 554337 избирателей. За Ирину Горькову (ЛДПР) свои голоса отдали 88753 избирателя. За Александра Запрягайло (Патриоты России) поддержали 29390 избирателей. Кандидат Александр Кушнарёв (Правое дело) получил голоса 25677 избирателей.
С 3 октября 2013 по 9 апреля 2014 — член президиума Государственного совета Российской Федерации.
Евгений Савченко занимает третье место в рейтинге эффективности губернаторов, представленном Фондом развития гражданского общества 9 июня 2015 года и 15 октября 2015 года.

##### Пятые выборы (2017—2020)
По итогам выборов губернатора Белгородской области 10 сентября 2017 года Е. С. Савченко поддержало 466 971 избирателей. За Станислава Панова (КПРФ) проголосовали 107 504 избирателей; Константина Климошевского (ЛДПР) поддержали 54 842 избирателей; Эдуарда Чаусова (Ветераны России) поддержали 28 707 избирателей. В ходе встречи с президентом в сентябре 2017 года Савченко заявил, что его новый срок в должности является и последним.
С 22 ноября 2017 по 18 июля 2018 — член президиума Государственного совета Российской Федерации.
17 сентября 2020 Савченко назначил Дениса Буцаева своим первым заместителем и сразу же после этого подал в отставку — в связи с избранием депутатом Белгородской областной думы. Отставка принята президентом России Владимиром Путиным 22 сентября 2020. Днём ранее, 21 сентября 2020 года, Белгородская областная дума единогласно проголосовала за наделение Савченко полномочиями сенатора РФ представителя от Белгородской областной думы VII созыва. На момент отставки Савченко был последним губернатором, в первый раз назначенным ещё президентом Борисом Ельциным.
Директор Центра развития региональной политики Илья Гращенков обозначил в качестве оснований для удаления Савченко с поста главы региона возраст экс-губернатора и отсутствие у него достаточно большого личного рейтинга, чтобы обеспечить высокий уровень поддержки «Единой России» в ходе грядущих выборов в Госдуму. Заведующий кафедрой государственного и муниципального управления Курского государственного университета Владимир Слатинов выразил мнение, что Савченко крайне удачно провёл выборы в региональное заксобрание в сентябре 2020 года: уровень поддержки «Единой России» в области вырос, в отличие от большинства субъектов федерации. За счет этого, по мнению Слатинова, губернатор наглядно продемонстрировал, что эффект усталости от его фигуры нивелируется успехами в области социально-экономического развития. Ожидалось, что на фоне предстоящих думских выборов 2021 года это станет дополнительным аргументом в пользу сохранения за Савченко позиции губернатора, но федеральное руководство в итоге заняло другую позицию.
Рекорды среди руководителей субъектов РФ
- Длительность пребывания главой субъекта РФ: без малого 27 лет, с октября 1993 по сентябрь 2020 года.
- Назначений временно исполняющим обязанности руководителя субъекта РФ: 2.
- Назначений руководителем субъекта РФ: 2.
- Победа на выборах руководителя субъекта РФ: 5
- С 2018 по 2020 год являлся единственным действующим губернатором, занявшим пост во время президентства Бориса Ельцина.

## Сенатор Российской Федерации
22 сентября 2020 года утверждён представителем от законодательного (представительного) органа государственной власти Белгородской области в Совете Федерации, член Комитета Совета Федерации по бюджету и финансовым рынкам.
В июне 2024 года написал заявление о досрочном сложении полномочий. По словам главы комитета СФ по регламенту Вячеслава Тимченко, сенатор займется здоровьем и «развитием личностного потенциала». Сам Савченко заявил о желании «более глубоко сосредоточиться на научной и экспертной работе, а именно: дальнейшей проработке концепции солидарного общества, а также предложить действенный механизм решения демографической проблемы России» и о планах продолжить исследования по альтернативному земледелию и энергетике в Белгородской области.

## Партийность
Член КПСС до августа 1991 года.
Член Совета блока «Наш дом — Россия» (12 мая 1995 — 19 апреля 1997), член Политсовета НДР (с 19 апреля 1997).
В сентябре 1999 года был образован блок «Межрегиональное движение „Единство“» («Медведь»), куда также вошёл Савченко. 21 февраля 2000 состоялся учредительный съезд движения «Единство», созданного на основе блока. На нём Савченко был избран в политсовет движения.
Был членом Аграрной Партии России, позднее (с момента создания) перешёл в «Единую Россию».
Член Высшего совета партии «Единая Россия».

## Международные санкции
Из-за поддержки российской агрессии и нарушения территориальной целостности Украины во время российско-украинской войны находится под персональными международными санкциями разных стран.
9 марта 2022 года, на фоне вторжения России на Украину, внесён в санкционный список всех стран Европейского союза так как он голосовал за ратификацию договоров о дружбе с самопровозглашёнными ЛНР и ДНР.
24 марта 2022 года внесён в санкционный список Канады «соратников режима» за «содействие в нарушения суверенитета и территориальной целостности Украины»
30 сентября 2022 года внесён санкционный список Соединенных Штатов Америки «за аннексию Путиным регионов Украины» и одобрения закона о фейках. Государственный департамент отмечает что сенаторы «проголосовали за одобрение просьбы Путина о вводе войск в Украину, что послужило неоправданным предлогом для полномасштабного вторжения России в Украину».
По аналогичным основаниям, с 15 марта 2022 года находится под санкциями Великобритании. С 16 марта 2022 года находится под санкциями Швейцарии. С 21 апреля 2022 года находится под санкциями Австралии. Указом президента Украины Владимира Зеленского от 7 сентября 2022 находится под санкциями Украины. С 3 мая 2022 года находится под санкциями Новой Зеландии.

## Награды
- Орден «За заслуги перед Отечеством» II степени (4 апреля 2015) — за достигнутые трудовые успехи, активную общественную деятельность и многолетнюю добросовестную работу[43].
- Орден «За заслуги перед Отечеством» III степени (18 декабря 2008) — за заслуги перед государством, большой вклад в социально-экономическое развитие области и многолетнюю добросовестную работу[44].
- Орден «За заслуги перед Отечеством» IV степени (8 апреля 2000) — за большой вклад в социально-экономическое развитие области и многолетний добросовестный труд[45]
- Орден Александра Невского (2020)[46].
- Орден Почёта (7 мая 1996) — за заслуги перед государством и многолетний добросовестный труд[47].
- Орден «Знак Почёта» (1984)[48].
- Медаль «За пропаганду спасательного дела» (МЧС России, 2009) — за заслуги в деле развития и обеспечения успешного функционирования РСЧС, выполнения задач по предупреждению и ликвидации чрезвычайных ситуаций[49].
- Почётная грамота Президента Российской Федерации (11 апреля 2010) — за большой вклад в социально-экономическое развитие области и многолетний плодотворный труд[50].
- Почётная грамота Правительства Российской Федерации (6 июня 2017) — за большой вклад в укрепление обороноспособности страны и многолетний плодотворный труд[51]
- Орден «За заслуги» III степени (Украина, 29 апреля 2000) — за значительный личный вклад в развитие сотрудничества Белгородской области Российской Федерации с регионами Украины[52]
- Синодальный Знаменский орден Русской зарубежной церкви II степени (2009)[53].
- Орден Славы и Чести ІІ степени (2020)[54].
- Почётное звание «Рыцарь детства» (2010)[55].
- Национальная премия «Имперская культура» имени Эдуарда Володина (2012)[56].

## Семья
Евгений Савченко состоит в первом и единственном браке. Жена — Надежда Николаевна Савченко родом из Сандовского района Тверской области. Закончила агрономический факультет Московской сельскохозяйственной академии им. К. А. Тимирязева. Работала агрономом в хозяйствах Белгородской области.
- Старшая дочь Ольга — предприниматель, окончила МСХА им. К. А. Тимирязева и МГИМО. Живёт в Москве, основала и возглавляет школу иностранных языков «Интерлингва» и сеть магазинов одежды[58].
- Младшая дочь Татьяна — выпускница МГИМО, кандидат политических наук. Тема диссертации «Реформирование российского общества. Проблемы и особенности политического прогнозирования». Проживает в Москве[8][59].

## Увлечения
Любит интеллектуальные игры, шоу вопросов и ответов: «Что? Где? Когда?», «Поле чудес» и др. Активно пользуется Интернетом, аккаунт в «ВКонтакте» у него зарегистрирован с 2017 года. Более двадцати лет является постоянным подписчиком и читателем литературного журнала «Наш современник». Любит читать отечественную художественную литературу, в основном современную.

## Взгляды
Е. С. Савченко является инициатором ряда спорных мероприятий, таких как проходившая с 2004 года кампания против обсценной лексики (по утверждению её противников, противоречащая Конституции), введение в 2006 году обязательного предмета «Основы православной культуры (ОПК)» в школах (что вызвало критику представителей иных конфессий, коммунистов и многих людей независимо от их вероисповедания), борьба с сектами, введение штрафов «за мусор и грязь», ограничения на празднование Дня Святого Валентина и Хэллоуина.

### «Моностон»
В конце 2021 года в небольшом ярославском издательстве «Медиарост» вышла книга Евгения Савченко «Потрясение», в одной из глав которой объявил, что «данная книга есть исполнение небольшой частицы поручения, данного мне — о чудо! — самим Создателем жизни» и что в то время, когда приступил к её написанию в своём частном доме, на улице прошёл небольшой дождь, одновременно светило солнце, «и воссияла над домом радуга». В ней он утверждает, что в 2012—2014 годах (по другим данным — в начале 2013 года) благодаря некоему Николаю П. «лично познакомился с боговидицей» по имени Любовь, которую считает перерождением Елизаветы, матери Иоанна Предтечи. Он заявил, что постоянно советовался с Любовью-Елизаветой по глобальным вопросам мироздания, политическому кризису на Украине в 2014 году, трагедии 2013 года с массовым убийцей Сергеем Помазуном («Белгородский стрелок»). Савченко утверждает, что эта женщина выступала в качестве посредника между ним и Богом, а также помогала поддерживать связь с давно умершими уважаемыми им людьми, как актёр и музыкант Владимир Высоцкий. Во время первой встречи с Любовью он связался с Сергием Радонежским, сообщившим: «Доброе дело твоё на меня направляет Свет, Евгений милый. Я нахожу тебя в мире, ибо Свет великий от тебя вверх устремлён, и силы светлые Господни на тебя облаком сходят, когда добро творишь». Позднее, по утверждению Савченко, с ним разговаривал сам Бог, сказавший следующее: «Евгений, ты создание хотя и не безгрешное, как и все живые люди, но в тебе так сильно ощущение правды и неправды и желание безошибочно отличать одно от другого». А также дал губернатору указания как управлять Белгородской областью в сложной обстановке: «Нельзя добиваться мира силой. Все меры, которые можно применить в данной ситуации,— это вера в то, что разум возобладает… Принимать чью-либо сторону убийственно, ваша задача — не допустить распространения локального пожара на свои территории». И поставил перед Савченко «несколько конкретных задач»: «Успокаивать население; установить контроль над теми, кто проникает на ваши территории в качестве беженцев; на границах с Украиной усилить контроль за проходящим оттуда транспортом; в СМИ говорить о том, что вы на стороне здравого смысла и надеетесь, что он возобладает в украинцах, но военной поддержки вы не будете оказывать ни той, ни другой стороне». По признанию Савченко подобного рода общение «меняет наши сложившиеся представления о войне в контексте тех событий, которые происходили на Украине», считая, что: «Войны затевают не народы, а их правители. Но во власть очень редко приходят светлые люди, такого почти не случается. И вот эти властители, ведомые низкими вибрациями своих душ, начинают воздействовать ими на свой народ. А люди не всегда в состоянии противостоять таким потокам низкой энергии, кои на них обрушивают. И народы, подчиняясь воле своего властителя, идут убивать иной народ, ибо им внушают, что это необходимо для их благоденствия. Тёмный озмос овладевает душами тех, кто поддался страху или ненависти — или же попросту глуп». По словам Савченко устройство нашего мира отличается от представленного классическим православием: «То о чём я буду рассказывать, может показаться мифом или вымыслом, ибо не соответствует устоявшимся представлениям о реальности. С другой стороны, никто не смеет утверждать, что наши знания о Мироздании достоверны и окончательны». В своей книге Савченко заявляет, что свободной волей обладают лишь два существа: человек и «Сам Мозг Мировой», который объявлен автором в качестве создателя и повелителя Вселенной. Также, по слова Савченко, в мире существует «демиург — создатель земли» по имени Моностон («Господь Земли — Моностон», иначе — «Творец монад», то есть «исходных энергетических импульсов, наделённых разумом, основы любого создания во Вселенной») который просто «выполняет определённую программу» воли Мозга. В «Потрясении» автор утверждает, что на месте Земли существовала планета Нибиру, на которой Мозгом создал людей, живших в раю, предоставил им возможность выбирать между добром и злом. Поскольку человечество выбрало зло, то Мозг взорвал Нибиру, а на её месте Моностон создал Землю и людей, чтобы «повторить эксперимент», который должен завершится в 2022 году «эпохальным событием», в преддверии которого Савченко и решил рассказать миру о знании, полученном от «боговидицы». При этом он утверждает, что «всё написанное — сущая правда, за которую я отвечу на самом высшем и справедливом Суде — Небесном» и подобного события в истории ещё не было в истории человечества и сопоставимо со вторым пришествием Иисуса Христа. Савченко также заявил, что настоящим Словом Божьим являются двухтомник: «Притчи Господни» и «Евангелие от Елизаветы», где на более чем тысячи страниц Любовь-Елизавета «собрала и систематизировала» свои беседы с Богом. Это автор воспринял как «добрый знак светлых сил».
С критикой новых взглядов Савченко выступил Митрополит Белгородский и Старооскольский Иоанн, в частности обратив внимание на следующее высказывание Савченко в книге: «Владимир Красное Солнышко не так сделал, как следовало бы Русь приводить к единобожию… Христианство увело немного в сторону, это был путь другого народа. На Руси иное Я мыслил, но Владимир не понял промысла Моего относительно Руси». Также митрополит подчеркнул: «Сегодня надо защищать нашу веру и нашу культуру от врагов внешних, но и от врагов внутренних. Среди нас тоже находятся критики, когда подвергают сомнению истинность выбранного нами пути, которым мы идём уже тысячу лет. Я, к сожалению, прочитал у уважаемого мною Евгения Степановича Савченко в его книге „Потрясение…“, что князь Владимир ошибся и не туда пошёл… Человек, который так много сделал для нашей культуры здесь в области, вдруг, став сенатором, в своей книге пишет такие вещи! И там очень много всего такого, чего просто нельзя принять. Иначе надо отказаться от всего, отказаться от нашей истории, отказаться от любви к Богу и к ближнему». В свою очередь политолог Владимир Слатинов высказал мнение, что для таких политических долгожителей, как Савченко, «характерно появление экзотических взглядов», отметив следующее: «Увлечения экс-губернатора в противоречии с имиджем главы „православного княжества“, которым была при нём область. Но становится понятно, в связи с чем его так привлекали проекты по формированию своей, белгородской идеологии и созданию „солидарного общества“. Эта книга вызвала бы больший резонанс, если бы о ней стало известно не на фоне событий последнего месяца. Но вряд ли она окажет неприятные последствия на политическую карьеру экс-губернатора. В конце концов, несмотря на свою экзальтированность, он оставался рационалистичным правителем. Прошлым успехам Белгородчины описанное общение губернатора с Господом не помешало, а может быть, и помогло».
Вышедшая в апреле 2022 г. на фоне вторжения на Украину «Потрясение» появилось на полках книжных Белгорода и в интернет-магазинах, для бесплатного скачивания книгу выложили на сайте «Моностон». После выхода книги белгородские и федеральные медиа пересказывали странные откровения экс-губернатора, удивляясь, что их автор долгие годы считался близким к РПЦ.
Спикер думы Белгородской области Ольга Павлова с двумя заместителями Валерием Сергачёвым и Еленой Бондаренко ушла в отставку, двое последних 12 апреля исключили из партии за «действия, дискредитирующие „Единую Россию“». «Коммерсант» связал отставки единороссов с выходом книги «Потрясение» бывшего белгородского губернатора 72-летнего Евгения Савченко про опыт спиритического общения с «Господом Земли Моностоном». Павлова была заместительницей Савченко и стала спикером областной думы после его отставки в 2020 году. По данным источников «Фонаря» и «Белгорода № 1», ко всем троим депутатам приходили полицейские из-за распространения книги Савченко, в которой «могли содержаться признаки экстремизма». Издание «Блокнот» связывало Сергачёва с сайтом monoston.ru, на котором был выложен текст книги; сейчас он доступен в архиве. Белгородский Митрополит Иоанн критиковал Савченко о его словах о христианстве, которое «увело немного [Русь] в сторону, это был путь другого народа».